# Jan Gottlieb Glauber

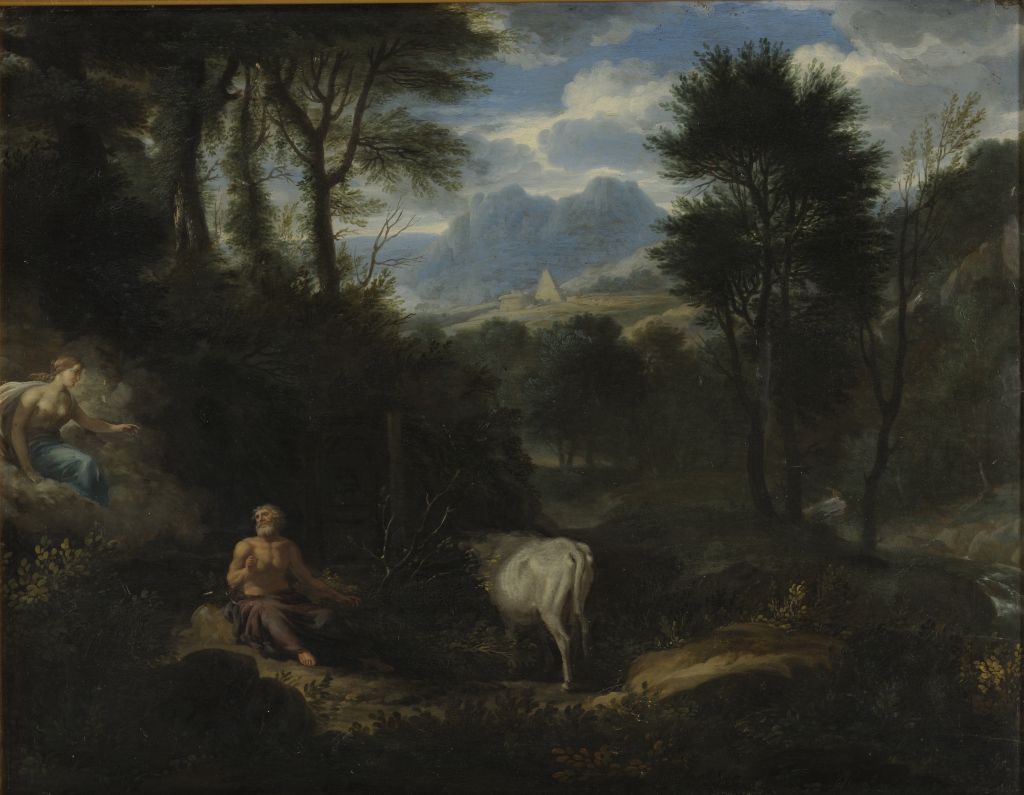
Scena mitologica con Era e Zeus

Johannes o Jan Gottlieb Glauber (1656 – Breslavia, 1703) è stato un pittore e incisore olandese, di origine tedesca, del secolo d'oro olandese.

## Biografia
Era figlio del chimico e alchimista tedesco Johann Rudolph Glauber e fratello del pittore paesaggista Dutch Italianates Johannes Glauber.
Nel 1671, accompagnò il fratello Johannes, la sorella Diana (1650-dopo il 1721), entrambi pittori e i fratelli Van Doren, due amici pittori, in un lungo viaggio in Italia. Durante il tragitto, si fermò a Parigi per un anno lavorando per Jean Michel Picart, pittore fiammingo e commerciante di oggetti d'arte, eseguendo copie delle opere di artisti famosi quali Rubens, Van Dyck, Pieter Bruegel il Vecchio e Tiziano.
Secondo il Ticozzi, Johannes lasciò Jan Gottlieb a Parigi presso il pittore di architetture e porti di mare Giacomo Knif, ma Jan lo lasciò presto per raggiungere il fratello a Roma.
Invece, secondo la Smith, nel 1675 giunse assieme al fratello a Roma, dove si affiliò alla Schildersbent, ricevendo il soprannome di Myrtil.
Dopo due anni partì col fratello alla volta di Padova, dove rimase un anno, e Venezia, dove rimase per due anni disegnando e dipingendo dal vero e Amburgo, dove visse fino al 1684. In seguito lavorò per vari principi tedeschi, passando da Vienna a Praga e infine a Breslavia, dove morì.
Dipinse soprattutto paesaggi e vedute di porti.
Subì l'influenza del fratello Johannes.
Eseguì anche incisioni da suoi disegni, da cui si evince la sua abilità tecnica e l'imitazione ben riuscita dello stile di Gaspard Dughet (conosciuto anche come Gaspar Poussin, essendo fratello della moglie di Nicolas Poussin).

## Opere
- Paesaggio arcadico, olio su tela, 58,4 x 71,1 cm[7]
- Diana e ninfe che cacciano in una foresta arcadica, olio su tela, 63,5 x 77,5 cm[8]
- Paesaggio arcadico con figure, olio su tela,  90 x 123 cm[9]